# 巴西最高法院
巴西最高法院（葡萄牙語：Supremo Tribunal Federal、[suˈpɾẽmu tɾibuˈnaw fedeˈɾaw]），即巴西聯邦最高法院，是巴西的憲法法院，但巴西的最高上訴法院是巴西高級法院。
該法院主要處理涉關巴西憲法的案件，且因為是最高法院，多數時候只處理非常上訴案件，而僅有一小部分初審管轄權，其中包括審查巴西國會通過的法律是否違憲的司法複核權。自2002年起，巴西最高法院審理案件的情形全部經由電視播報，以接受公眾監督。
法院共有十一位法官，他們被稱作，雖然這個詞與政府部門中的“部長”一樣，但實際二者並無關係。巴西最高法院的法官由巴西總統直接任命，並由巴西參議院批准。他們在75歲時必須退休。
2009年5月，《經濟學人》指出巴西最高法院是“世界上最過度運轉的法院”，作為一個最高法院來說，其審理的案件過多。2008年一年間就受理了100,781件案件。

## 歷史
巴西最高法院的歷史可以追到巴西殖民地時期的1808年，當年葡萄牙布拉甘薩王朝抵達里約熱內盧。當時被叫做“巴西上訴法院”（Casa de Suplicação do Brasil）。
隨著1824年巴西宣告獨立并採用帝國憲法，最高法院（稱）於1829年建立。德奧多羅·達·豐塞卡廢除帝制并成為首任總統後改為現在的聯邦法院。
1891年的巴西憲法規定最高法院應該有15名大法官。後來巴西總統熱圖利奧·瓦加斯將其改為11名。1965年一度改為16名，但在1969年恢復11名舊例，并沿用至今。

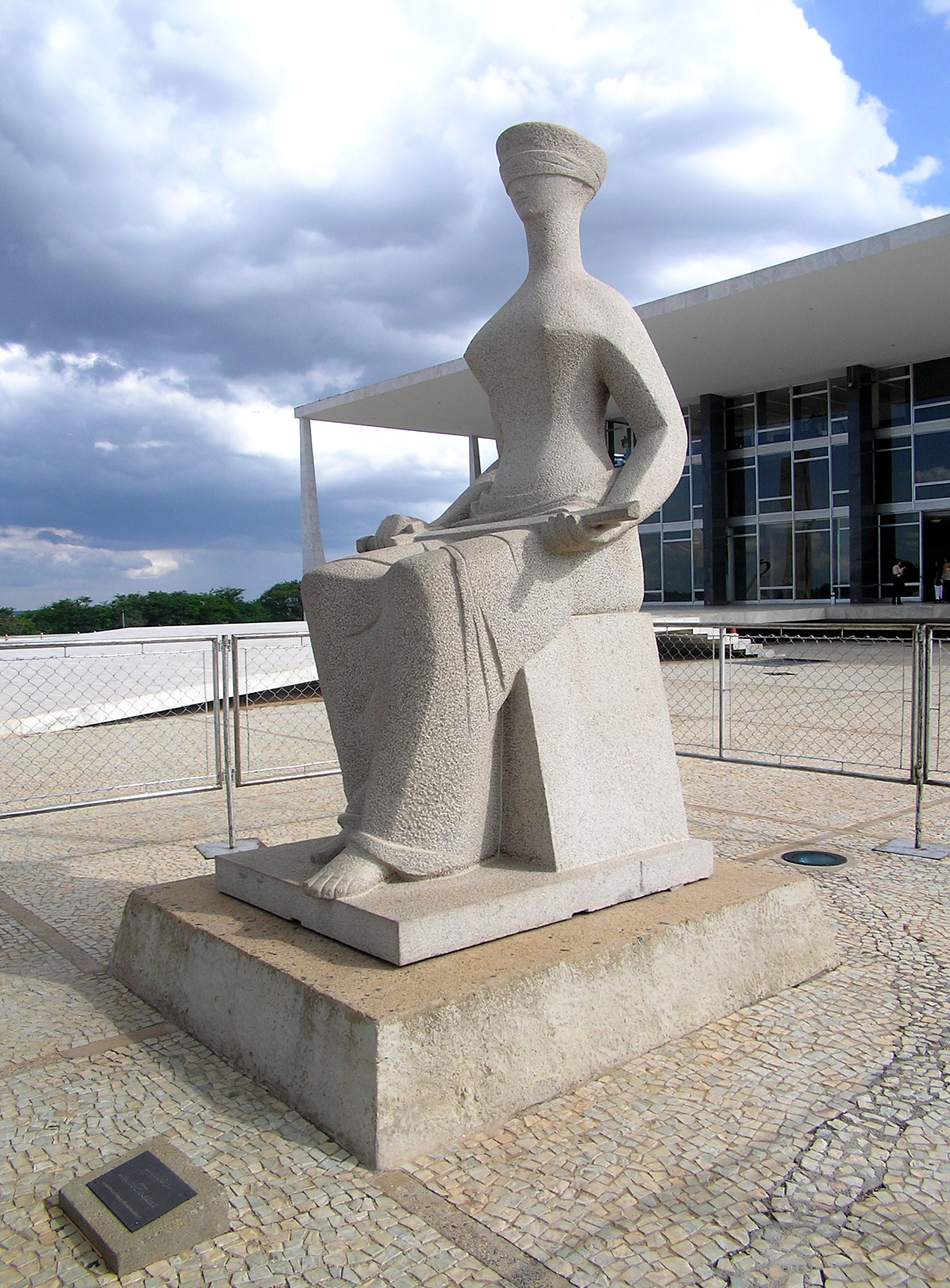
巴西最高法院前的雕塑《法官》

## 大法官
巴西最高法院的首席大法官及其副職都由法院的同僚以無記名投票的方法選出，兩年一任，大法官不可為自己投票。首席大法官不得連任，按慣例基本是輪流任職，且下一任一般是前任副職，因而下任首席大法官是可以預測的。
若所有大法官均已任首席之職，則重新開始循環。但因為巴西最高法院的大法官在75歲強制退休，而又有新人補缺，所以這種情況很少發生。實際上有些大法官是因為快要二度擔任首席而被強制退休。
根據巴西憲法第80條，巴西最高法院的首席大法官在巴西總統繼任順序中排在第四位。

## 現任成員
巴西最高法院的現任成員為：
| 姓名                         | 出生日期及地點               | 任命者                        | 任命於         | 退休   |
| ---------------------------- | ---------------------------- | ----------------------------- | -------------- | ------ |
| 马可·奥雷利奥·莫罗           | 1946年7月12日 里約熱內盧     | 費爾南多·科洛爾·德梅洛        | 1990年6月13日  | 2021年 |
| 吉尔玛·门德斯                | 1955年12月30日 迪亞曼蒂努    | 費爾南多·恩里克·卡多佐        | 2002年6月20日  | 2030年 |
| 里卡多·萊萬多夫斯基          | 1948年5月11日 里約熱內盧     | 路易斯·伊納西奧·盧拉·達席爾瓦 | 2006年5月16日  | 2023年 |
| 卡爾門·露西亞                | 1954年4月19日 蒙蒂斯克拉魯斯 | 路易斯·伊納西奧·盧拉·達席爾瓦 | 2006年6月21日  | 2029年 |
| 迪亚斯·托夫利                | 1967年11月15日 馬里利亞      | 路易斯·伊納西奧·盧拉·達席爾瓦 | 2009年10月23日 | 2042年 |
| 路易斯·富克斯 （首席大法官） | 1953年4月26日 里約熱內盧     | 迪爾瑪·羅塞夫                 | 2011年3月3日   | 2028年 |
| 羅莎·韋伯 （副职）           | 1948年10月2日 阿雷格里港     | 迪爾瑪·羅塞夫                 | 2011年12月19日 | 2023年 |
| 路易斯·罗伯托·巴罗佐         | 1958年3月11日 瓦索拉斯       | 迪爾瑪·羅塞夫                 | 2013年6月26日  | 2033年 |
| 埃德森·法欣                  | 1958年2月8日 龍迪尼亞        | 迪爾瑪·羅塞夫                 | 2015年6月16日  | 2033年 |
| 亚历山大·德·莫赖斯           | 1968年12月13日 聖保羅        | 米歇爾·特梅爾                 | 2017年3月22日  | 2043年 |
| 卡西奥·努内斯·马奎斯         | 1972年5月16日 皮奥伊         | 雅伊爾·博索納羅               | 2020年11月5日  | 2047年 |

## 外部連結
- 官方网站
- （葡萄牙文） Photo 360° of Supreme Federal Court - GUIABSB

15°48′11″S 47°51′40″W / 15.803°S 47.861°W